# Borlasia gesserensis
Borlasia gesserensis är en djurart som tillhör fylumet slemmaskar, och. Borlasia gesserensis ingår i släktet Borlasia, fylumet slemmaskar och riket djur. Inga underarter finns listade i Catalogue of Life.